# Am Markt (Bützow)
Der Marktplatz mit der Straße  Am Markt  ist neben dem Pferdemarkt und dem Gänsemarkt, einer der drei einstigen Marktplätze im historischen Stadtkern der ehemaligen Bischofsresidenz und Universitätsstadt Bützow im Landkreis Rostock in Mecklenburg.

## Geografische Lage
Die Straße Am Markt ist in eine Richtung verkehrsberuhigt befahrbar, der Fahrbahnbelag besteht aus Kopfsteinpflaster. Sie verbindet die Kreuzung: Breite Straße, Ellernbruch, Kirchenstraße mit dem Marktplatz und der Langen Straße.

## Geschichte

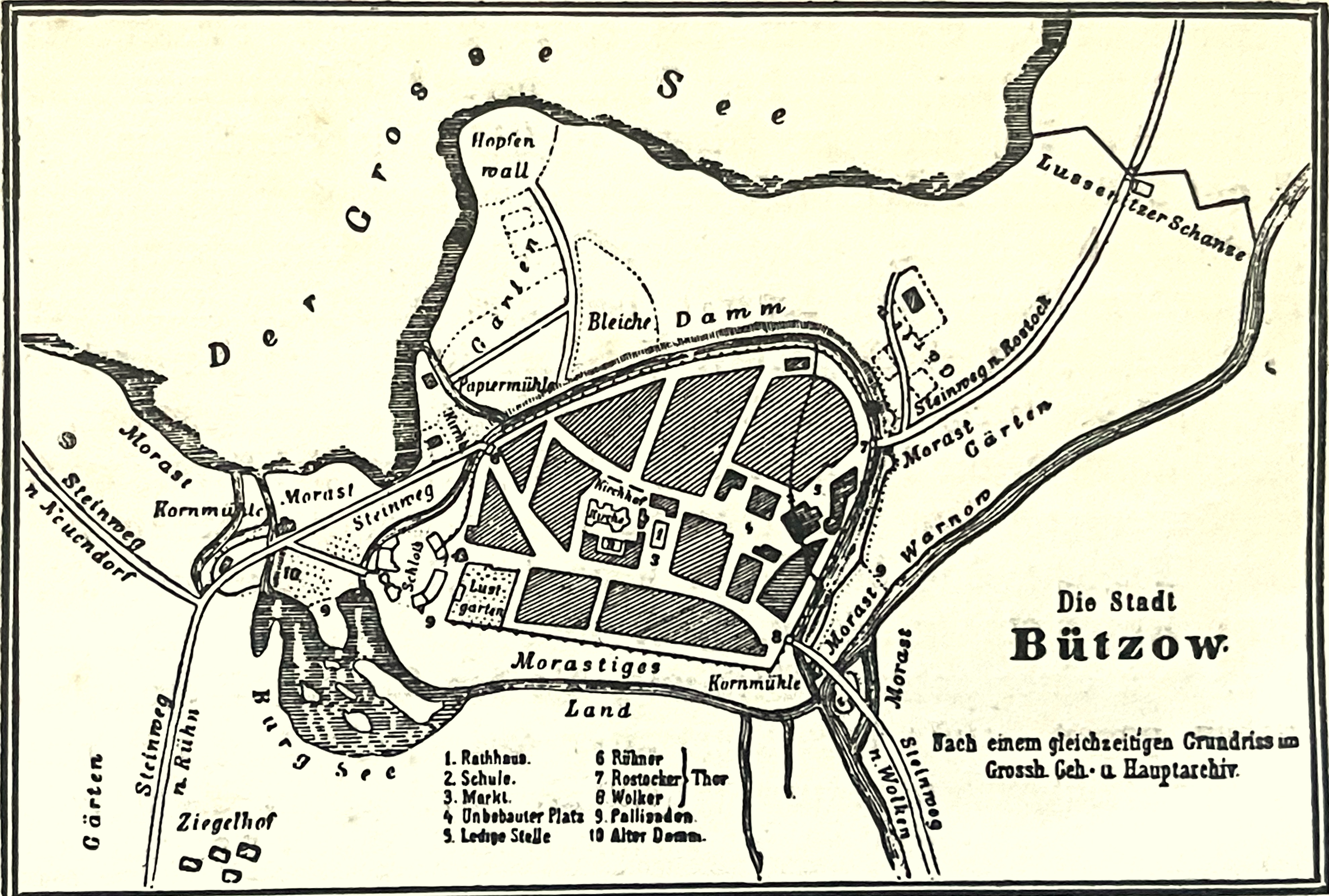
Grundriss Bützow 1688

Wie Bützow im 13. und 14. Jahrhundert bebaut war, dazu sind die Straßennamen der Altstadt eine wichtige siedlungsgeschichtliche Quelle. Der Markt  und die Lange Straße  als Verbindung zwischen den beiden Stadttoren, („ingen dem Kirchhofe“) die Kirchenstraße und Breite Straße sind die ältesten Straßenbezeichnungen der Stadt.
Mitte des 15. Jahrhunderts ist erstmalig eine Beschreibung des Bützower Rathauses überliefert. Es befanden sich auf dem Vorplatz schon Marktstände für Bäcker und Schlachter. Am 1. Januar 1840 wurde seitens des Magistrates die Einrichtung eines Wochenmarktes beschlossen, der allwöchentlich Dienstag und Freitag erfolgte. Alle Waren, die vom Lande hier zum Verkauf angeboten wurden, mussten zum Markt geschafft werden, auch durfte niemand vorher bei Strafe die zur Stadt kommenden Lebensmittel aufkaufen. Dieser Wochenmarkt existiert noch heute.

## Straßenname im Wandel der Zeit
Der Rathausvorplatz hieß über Jahrhunderte hinweg Am Markt. Nach der Besetzung Bützows durch die Rote Armee am 3. Mai 1945 wurde der Marktplatz in: Platz der Freiheit benannt. Zum 30. November 1990 wurde der Platz der Freiheit  wieder mit der ursprünglichen Bezeichnung Am Markt versehen.

## Bebauung

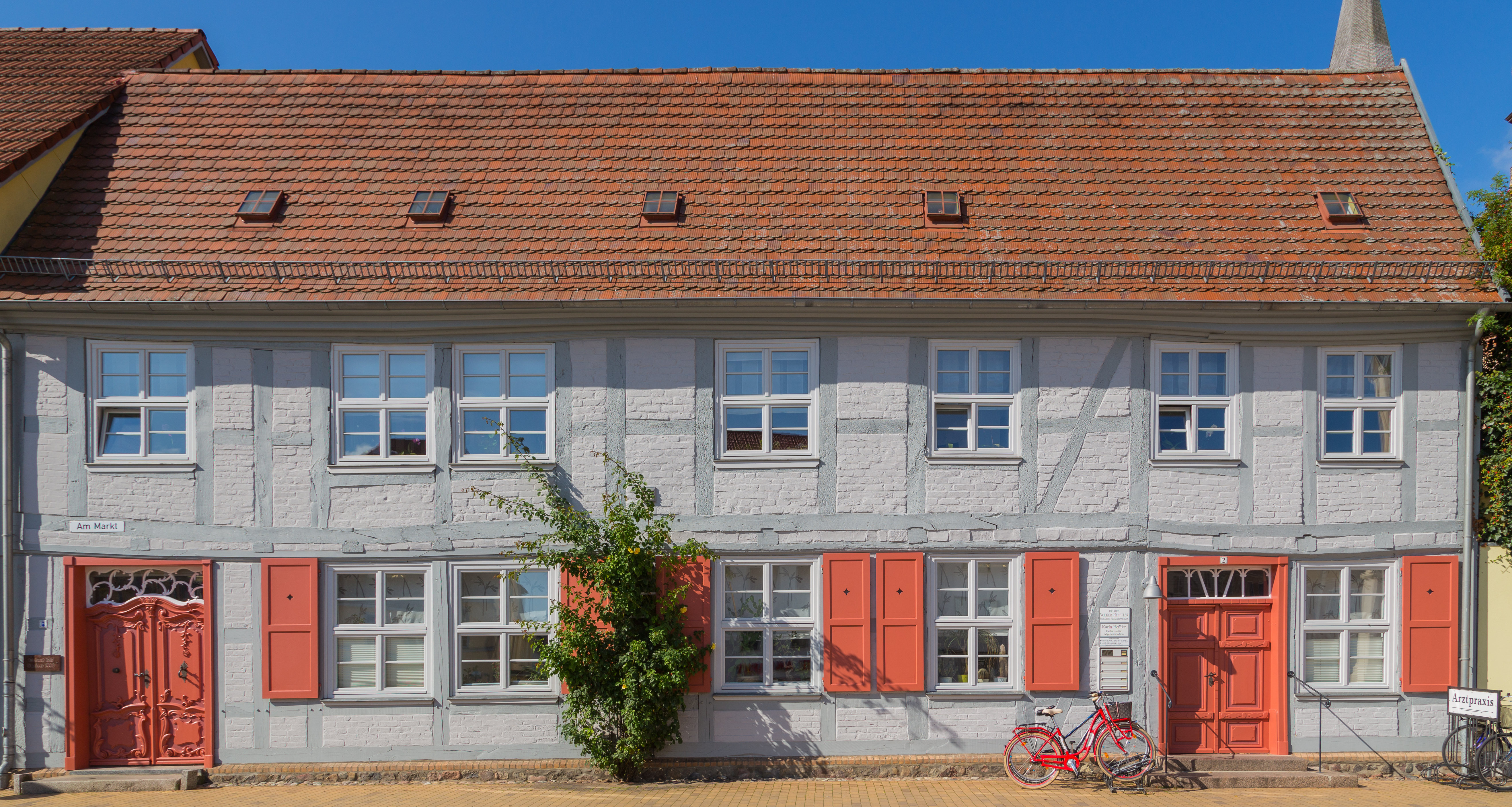
Am Markt 2

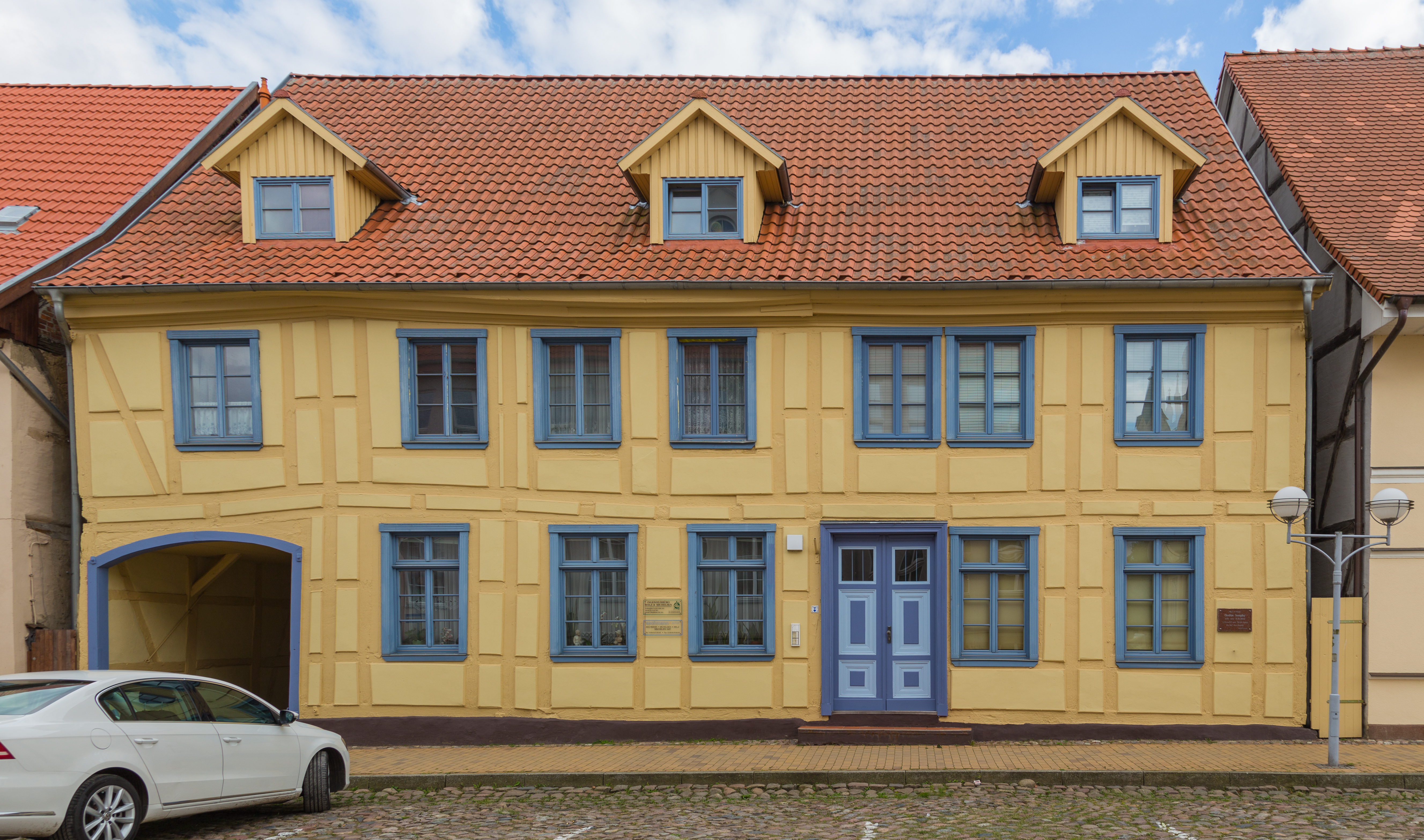
Am Markt 6

An der Straße stehen zumeist zwei- bis dreigeschossige Wohn- und Geschäftshäuser.
Die Denkmalplakette  kennzeichnet Baudenkmale Am Markt.
| Haus Nr. | Historische Haus- nummer bis 1908 |  | Geschichtliche Anmerkungen                                                        | Eigentümer oder Verwendung |
| -------- | --------------------------------- |  | --------------------------------------------------------------------------------- | --- |
| 1        | 183–184                           |  |                                                                                   | Rathaus Bützow |
| 2        | 187                               |  |                                                                                   | |
| 3        | 188                               |  | Haus existiert nicht mehr                                                         | |
| 4        | 191                               |  |                                                                                   | |
| 5        | 192                               |  |                                                                                   | ehemals: Wohn- und Geschäftshaus des Sattlermeister H. Winter |
| 6        | 193                               |  |                                                                                   | |
| 7        | 194                               |  | 1909 kaufte die Stadt das Haus für Schulneubau der Stadtschule.                   | ehemals: Wohnhaus des Senators J. F. Ch. Hagemeister, später: Stadtschule (auch: Mittelschule), nach 1945: Lazarett der Mittelschule, später: POS Ferdinand-Freiligrath. |
| 8        | 195                               |  |                                                                                   | ehemals: Wohn- und Geschäftshaus des Kaufmanns Otto Holzhausen |
| 9        | 196                               |  | Neubau der Nr. 9 in den 1980er Jahren, ursprüngliches Haus existiert nicht mehr.  | ehemals: Schmiedemeister F. Wiechert |
| 10       | 197                               |  |                                                                                   | |
| 11       | 198                               |  | Neubau der Nr. 11 in den 1990er Jahren, ursprüngliches Haus existiert nicht mehr. | ehemals: Lotteriekollekteur J. Kröplin |